# Municipio de Fairview (condado de Faulk)
El municipio de Fairview (en inglés: Fairview Township) es un municipio ubicado en el condado de Faulk en el estado estadounidense de Dakota del Sur. En el año 2010 tenía una población de 49 habitantes y una densidad poblacional de 0,53 personas por km².

## Geografía
El municipio de Fairview se encuentra ubicado en las coordenadas 45°12′28″N 98°53′21″O / 45.20778, -98.88917. Según la Oficina del Censo de los Estados Unidos, el municipio tiene una superficie total de 92.34 km², de la cual 90,91 km² corresponden a tierra firme y (1,55 %) 1,43 km² es agua.

## Demografía
Según el censo de 2010, había 49 personas residiendo en el municipio de Fairview. La densidad de población era de 0,53 hab./km². De los 49 habitantes, el municipio de Fairview estaba compuesto por el 97,96 % blancos y el 2,04 % eran de una mezcla de razas. Del total de la población el 0 % eran hispanos o latinos de cualquier raza.